# Rue Rameau (Nantes)
Pour les articles homonymes, voir Rue Rameau.
La rue Rameau est une voie de Nantes, en France.

## Situation et accès
Située dans le centre-ville de Nantes, la rue Rameau, qui relie la rue Santeuil à la rue Grétry (à sa jonction avec la rue Suffren), est bitumée et ouverte à la circulation automobile. Elle ne rencontre aucune autre voie.

## Origine du nom
Elle rend hommage au célèbre compositeur Jean-Philippe Rameau (1683-1764).

## Historique
La voie est dénommée « rue Rameau » le 6 août 1816. 